# Jean Mitja Schlüter
Jean Mitja Schlüter (* 13. Juli 1986 in Berlin) ist ein ehemaliger deutscher Radrennfahrer.
Schlüter wurde 2004 Dritter bei der deutschen Straßenmeisterschaft der Junioren. Bei den Erwachsenen fuhr er 2005 für das Continental Team Akud Arnolds Sicherheit. Bei dem Nachfolgeteam Wiesenhof-Akud erhielt er 2006 einen Platz als Stagiaire und fuhr weiterhin für das Nachwuchsteam Akud Rose. 2008 fuhr er für das Continental Team Milram und wurde jeweils Dritter der U23-Ausgabe von Rund um den Henninger-Turm und der deutschen U23-Meisterschaft. Außerdem gewann er zwei Etappen der Tour de Hongrie. Ende der Saison 2008 fuhr er für das ProTeam Milram als Stagiaire. 2009 und 2010 war er beim Team Nutrixxion (vormals Team Sparkasse), einem Continental Team aus Dortmund, engagiert.

## Erfolge
2008
- zwei Etappen Tour de Hongrie
- Deutsche Meisterschaft Straße U23

## Teams
- 2005 Akud Arnolds Sicherheit (ab 22.06.)
- 2006 Wiesenhof-Akud (Stagiaire)
- 2007 Akud Rose
- 2008 Continental Team Milram / Team Milram (Stagiaire)
- 2009–2010 Team Nutrixxion